# San Godenzo
San Godenzo is een gemeente in de Italiaanse provincie Florence (regio Toscane) en telt 1237 inwoners (31-12-2004). De oppervlakte bedraagt 98,9 km², de bevolkingsdichtheid is 13 inwoners per km².

## Demografie
San Godenzo telt ongeveer 570 huishoudens. Het aantal inwoners steeg in de periode 1991-2001 met 7,4% volgens cijfers uit de tienjaarlijkse volkstellingen van ISTAT.
| Jaar | Inwoneraantal |
| ---- | ------------- |
| 1991 | 1105          |
| 2001 | 1187          |

## Geografie
De gemeente ligt op ongeveer 404 m boven zeeniveau.
San Godenzo grenst aan de volgende gemeenten: Dicomano, Londa, Marradi, Portico e San Benedetto (FC), Premilcuore (FC), Santa Sofia (FC), Stia (AR).

## Impressie

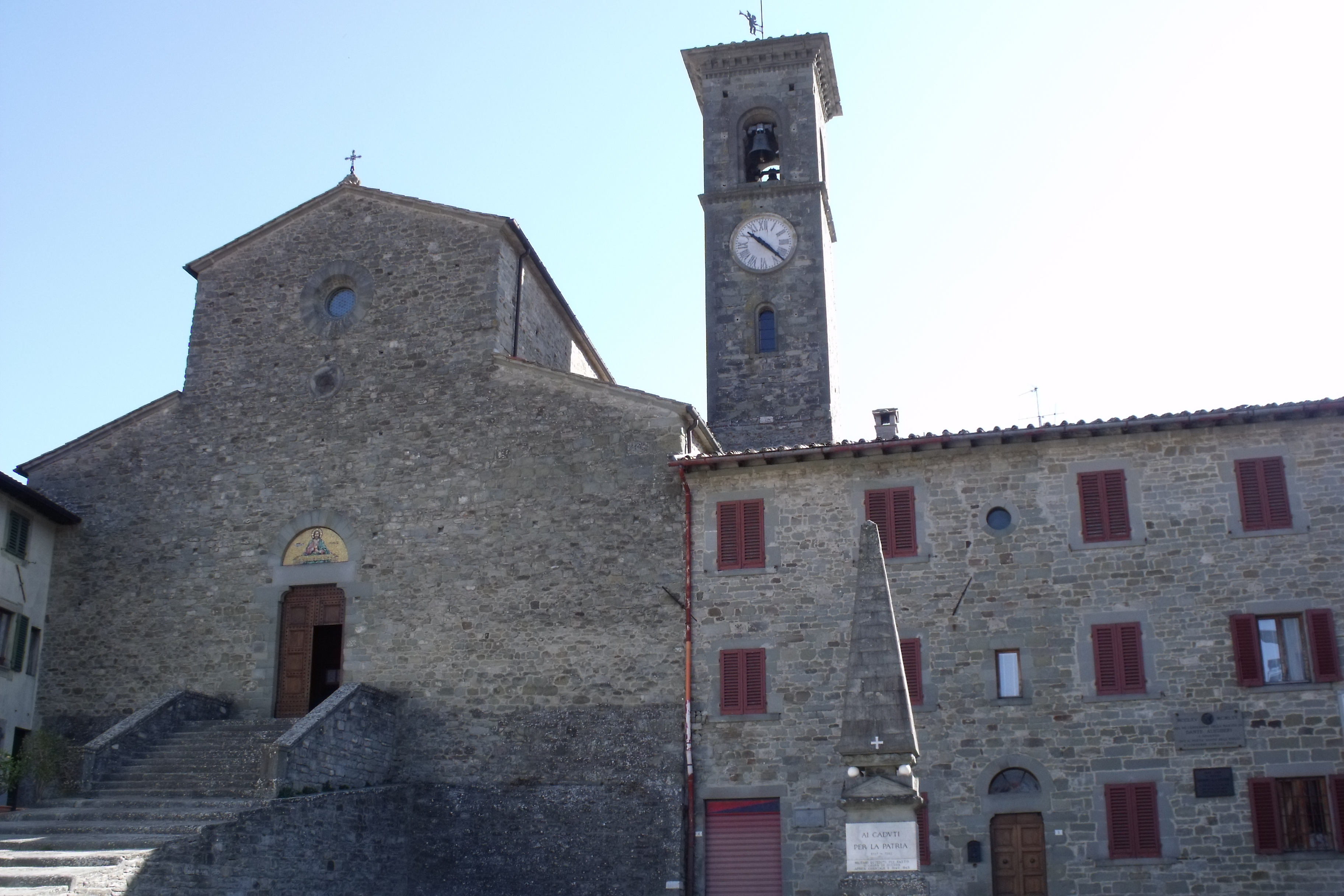
San Gaudenzio (San Godenzo)
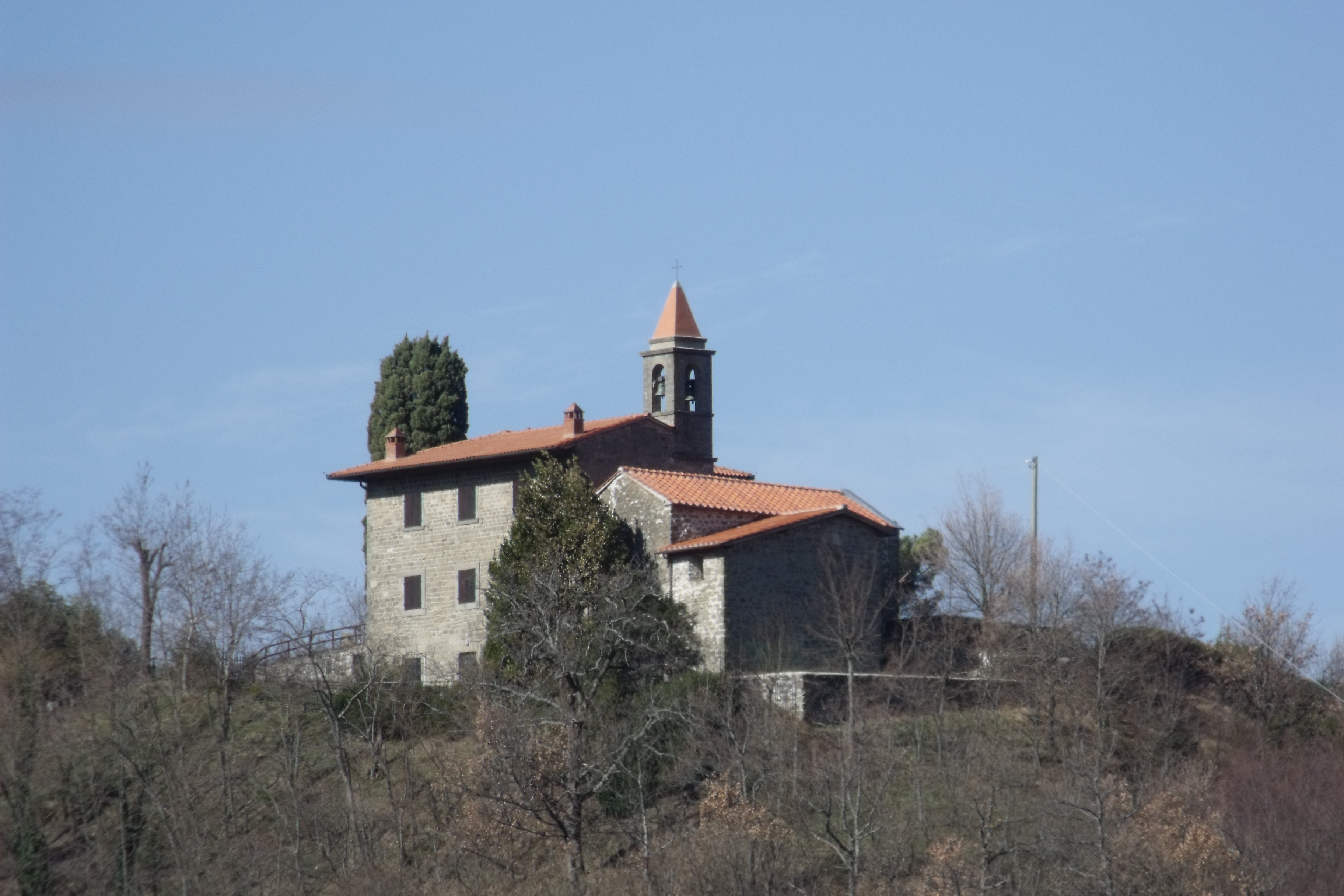
Santa Maria Ficciana (San Godenzo)

Bagno a Ripoli · Barberino di Mugello · Barberino Tavarnelle · Borgo San Lorenzo · Calenzano · Campi Bisenzio · Capraia e Limite · Castelfiorentino · Cerreto Guidi · Certaldo · Dicomano · Empoli · Fiesole · Figline e Incisa Valdarno · Florence · Firenzuola · Fucecchio · Gambassi Terme · Greve in Chianti · Impruneta · Lastra a Signa · Londa · Marradi · Montaione · Montelupo Fiorentino · Montespertoli · Palazzuolo sul Senio · Pelago · Pontassieve · Reggello · Rignano sull'Arno · Rufina · San Casciano in Val di Pesa · San Godenzo · Scandicci · Scarperia e San Piero · Sesto Fiorentino · Signa · Vaglia · Vicchio · Vinci
1. ↑  https://demo.istat.it/?l=it.